# Будрина, Агата Григорьевна
Агата Григорьевна Будрина (11 мая 1927 года — 24 августа 1999 года) — российский искусствовед, краевед и музейный работник, заслуженный работник культуры РСФСР (1973), член Союза художников Российской Федерации.

## Биография
Агата Григорьевна Будрина родилась в Кунгуре 11 мая 1927 года, окончила Пермский педагогический институт и Институт живописи, скульптуры и архитектуры им. И. Е. Репина в Ленинграде.
В 1956—1993 годах она работала в Пермской государственной художественной галерее. Была начальником отделом русского искусства, затем — заместителем директора по научной работе.
Агата Григорьевна обнаружила в Кудымкаре архив коми-пермяцкого художника-авангардиста П. И. Субботина-Пермяка. В 1981 году по её инициативе в Кудымкаре был открыт дом-музей художника, а в Перми организованы юбилейная выставка его работ и вечер памяти.
Также Агата Григорьевна обнаружила архив художника В. А. Оболенского, принимала участие в создании художественной галереи в Чайковском, оказывала методическую помощь в создании художественного отдела в Соликамском краеведческом музее.
Умерла в Перми 24 августа 1999 года.

## Публикации
- Будрина А. Г., Поликарпова Г. А. Дело всей жизни: Искусствовед Н. Н. Серебренников (1900—1966). — Пермь: Перм. кн. изд-во, 1970. — 94 с. — (Замечательные люди Прикамья).
- Будрина А. Г., Поликарпова Г. А. Дело всей жизни: Искусствовед Н. Н. Серебренников // Подвижники культуры Серебренниковы: Сборник / Л. С. Кашихин и др. — Пермь: Перм. кн. изд-во, 1991. — С. 166-244. — 250 с. — (Замечательные люди Прикамья).